# Louis Gabrillargues
Louis Gabrillargues (Montpellier, 16 giugno 1914 – Saint-Bauzille-de-Putois, 20 novembre 1994) è stato un calciatore francese, di ruolo centrocampista.

## Carriera
Vinse il campionato francese e la Coppa di Francia nel 1934 con il Sète.

## Palmarès

### Giocatore

#### Competizioni nazionali
- Campionato francese: 1

Sète: 1933-1934
- Coppa di Francia: 1

Sète: 1933-1934